# Tory Dent
Tory Dent (właśc.Victorine Dent, ur. 1958, zm. 2005) – amerykańska poetka, eseistka i krytyczka sztuki. Urodziła się w Wilmington w stanie Delaware. Bakalaureat zdobyła w 1981 na Barnard College, a magisterium w zakresie creative writing na New York University. Kiedy miała 30 lat, zdiagnozowano u niej obecność wirusa HIV. Odtąd żyła w cieniu nieuleczalnej choroby. Zmagania z AIDS były stałym tematem jej twórczości.  Wydała tomiki What Silence Equals (1993), HIV, Mon Amour (1999), za który otrzymała James Laughlin Award i Black Milk (2005).  Prywatnie była żoną Seana Harveya. Zmarła w wieku 47 lat we własnym domu w East Village. Jej wiersze weszły w skład licznych antologii.